# Norodom Ranariddh
Książę Norodom Ranariddh (ur. 2 stycznia 1944 w Phnom Penh, zm. 28 listopada 2021 w Paryżu) – kambodżański polityk i członek rodziny królewskiej, drugi syn króla Norodoma Sihanouka i brat obecnego króla Norodoma Sihamoni. Premier Kambodży w okresie od 2 lipca 1993 roku do 6 sierpnia 1997 roku.

## Życiorys
Książę Ranariddh urodził się w Phnom Penh. W 1968 ukończył studia licencjackie w dziedzinie prawa na Uniwersytecie Aix-Marseille III w Aix-en-Provence we Francji. W 1974 uzyskał stopień magistra prawa. W 1979 ukończył studia z dziedziny transportu powietrznego. Od 1979 był profesorem prawa oraz wykładowcą prawa administracyjnego, konstytucyjnego oraz nauk politycznych i stosunków międzynarodowych.
W 1983 Ranariddh był osobistym przedstawicielem Norodmoma Sihanouka w Kambodży i Azji. W 1986 został Inspektorem Generalnym Sikhanistycznej Armii Narodowej (ANS), która walczyła z komunistami. W 1989 objął stanowisko sekretarza generalnego utworzonej partii FUNIPEC. W lutym 1992 został liderem partii, którą kierował do 18 października 2006.
W lipcu 1993, po restauracji monarchii w Kambodży, Ranariddh wraz z Hun Senem stanął na czele rządu. W październiku 1993 otrzymał jednak od króla Sihanouka tytuł „Pierwszego Premiera”, podczas gdy Hun Sen został „Drugim Premierem”. W lipcu 1997 został usunięty ze stanowiska szefa rządu przez Huna Sena. W listopadzie 1998 objął stanowisko przewodniczącego Zgromadzenia Narodowego, które zajmował do marca 2006.
Gdy w październiku 2004 z powodu choroby, abdykował król Norodom Sihanouk, Ranariddh był uważany za jego prawdopodobnego następcę. Zadeklarował jednak brak woli objęcia tronu. Tego samego miesiąca 9-osobowa Rada Tronowa wybrała na stanowisko króla Norodoma Sihamoni.
W chwili śmierci książę Norodom Ranariddh stał na czele utworzonej przez siebie Partii Norodoma Ranariddha (NRP).